# Luka Zahović
Luka Zahović (Guimarães, Portugal, 15 de noviembre de 1995) es un futbolista internacional esloveno que juega de delantero en el Górnik Zabrze de la Ekstraklasa polaca.

## Clubes
| Club                            | Temporada     | Div.          | Liga  | Liga  | copas nacionales | copas nacionales | copas internacionales | copas internacionales | Total | Total |
| Club                            | Temporada     | Div.          | Part. | Goles | Part.            | Goles            | Part.                 | Goles                 | Part. | Goles |
| ------------------------------- | ------------- | ------------- | ----- | ----- | ---------------- | ---------------- | --------------------- | --------------------- | ----- | ----- |
| N. K. Maribor Eslovenia         | 2012-13       | 1.ª           | 1     | 0     | 0                | 0                | -                     | -                     | 1     | 0     |
| N. K. Maribor Eslovenia         | 2013-14       | 1.ª           | 11    | 0     | 2                | 1                | 1                     | 0                     | 14    | 1     |
| N. K. Veržej (cedido) Eslovenia | 2013-14       | 2.ª           | 10    | 3     | 0                | 0                | -                     | -                     | 10    | 3     |
| N. K. Veržej (cedido) Eslovenia | Total         | Total         | 10    | 3     | 0                | 0                | -                     | -                     | 10    | 3     |
| N. K. Maribor Eslovenia         | 2014-15       | 1.ª           | 30    | 12    | 4                | 2                | 5                     | 1                     | 39    | 15    |
| N. K. Maribor Eslovenia         | 2015-16       | 1.ª           | 3     | 1     | 1                | 0                | 1                     | 0                     | 5     | 1     |
| S. C. Heerenveen Países Bajos   | 2015-16       | 1.ª           | 6     | 0     | 2                | 0                | -                     | -                     | 8     | 0     |
| S. C. Heerenveen Países Bajos   | Total         | Total         | 6     | 0     | 2                | 0                | -                     | -                     | 8     | 0     |
| N. K. Maribor Eslovenia         | 2016-17       | 1.ª           | 28    | 15    | 5                | 1                | -                     | -                     | 32    | 16    |
| N. K. Maribor Eslovenia         | 2017-18       | 1.ª           | 25    | 18    | 0                | 0                | 5                     | 1                     | 30    | 19    |
| N. K. Maribor Eslovenia         | 2018-19       | 1.ª           | 32    | 18    | 5                | 0                | 6                     | 1                     | 43    | 19    |
| N. K. Maribor Eslovenia         | 2019-20       | 1.ª           | 28    | 10    | 1                | 0                | 3                     | 0                     | 32    | 10    |
| N. K. Maribor Eslovenia         | 2020-21       | 1.ª           | 1     | 0     | 0                | 0                | 0                     | 0                     | 1     | 0     |
| N. K. Maribor Eslovenia         | Total         | Total         | 159   | 74    | 18               | 4                | 21                    | 3                     | 198   | 81    |
| Pogoń Szczecin Polonia          | 2020-21       | 1.ª           | 25    | 2     | 2                | 1                | 2                     | 0                     | 29    | 3     |
| Pogoń Szczecin Polonia          | 2021-22       | 1.ª           | 30    | 11    | 1                | 0                | 2                     | 0                     | 33    | 11    |
| Pogoń Szczecin Polonia          | 2022-23       | 1.ª           | 32    | 6     | 2                | 3                | 4                     | 2                     | 38    | 11    |
| Pogoń Szczecin Polonia          | 2023-24       | 1.ª           | 4     | 1     | 0                | 0                | 4                     | 0                     | 8     | 1     |
| Pogoń Szczecin Polonia          | Total         | Total         | 91    | 20    | 5                | 4                | 12                    | 2                     | 108   | 26    |
| Total carrera                   | Total carrera | Total carrera | 266   | 97    | 25               | 8                | 33                    | 5                     | 324   | 110   |

## Palmarés

### Títulos nacionales
| Título                 | Club          | País      | Año     |
| ---------------------- | ------------- | --------- | ------- |
| Supercopa de Eslovenia | N. K. Maribor | Eslovenia | 2013    |
| Supercopa de Eslovenia | N. K. Maribor | Eslovenia | 2014    |
| Prva SNL               | N. K. Maribor | Eslovenia | 2014-15 |
| Prva SNL               | N. K. Maribor | Eslovenia | 2016-17 |
| Prva SNL               | N. K. Maribor | Eslovenia | 2018-19 |

### Distinciones individuales
| Distinción                                          | Año     |
| --------------------------------------------------- | ------- |
| Once ideal de la Primera Liga de Eslovenia          | 2016-17 |
| Mejor jugador joven de la Primera Liga de Eslovenia | 2016-17 |